# بخش سده (اقلید)
بخش سده یکی از بخش‌های شهرستان اقلید با مرکزیت سده در استان فارس ایران است.

## تقسیمات کشوری
- بخش سده
  - دهستان آسپاس
  - دهستان دژکرد
  - شهر سده

شهر: سده ،دژکرد

## جمعیت
بنابر سرشماری مرکز آمار ایران، جمعیت بخش سده شهرستان اقلید در سال ۱۳۸۵ برابر با ۱۸۲۵۷ نفر بوده‌است.